# Jean-Antoine de Castellas
Pour les articles homonymes, voir Castellas.
Jean-Antoine de Castellas est un homme politique français né le 8 juillet 1735 à Neussargues-Moissac (Aveyron) et décédé le 10 février 1812 à Douvres (Royaume-Uni).
Dignitaire du clergé de Lyon (doyen du chapitre de l'Église de Lyon et vicaire général du diocèse), il est élu député du clergé de la sénéchaussée de Lyon aux États généraux de 1789. Il soutient l'Ancien régime et émigre au Royaume-Uni après la session.

## Sources
- « Jean-Antoine de Castellas », dans Adolphe Robert et Gaston Cougny, Dictionnaire des parlementaires français, Edgar Bourloton, 1889-1891 [détail de l’édition]